# Komet Mueller 1
Komet Mueller 1 (uradna oznaka je 120P/Mueller 1 ) je periodični komet z obhodno dobo okoli 8,4let. 
Komet pripada Jupitrovi družini kometov .

## Odkritje[3]
Komet je odkrila ameriška astronomka Jean Mueller 18. oktobra 1987 na Observatoriju Palomar v Kaliforniji, ZDA.